# Felix Bold
Felix Bold (* 23. November 1988 in Bonn) ist ein deutscher Schauspieler.
Felix Bold stand schon als Neunjähriger vor der Kamera. Seine erste Rolle hatte er in dem deutschen Kinofilm Aimée & Jaguar (Regie: Max Färberböck). 2007 spielte er im Video der Hamburger Band Revolverheld zu ihrem Titel „Unzertrennlich“ mit. 2010 übernahm er die durchgehende Rolle des Micha Sander in der ZDF Telenovela Lena – Liebe meines Lebens und wirkte in insgesamt 136 Folgen mit. Von 2013 bis 2017 studierte er Schauspiel an der Hochschule für Musik und Darstellende Kunst Frankfurt am Main. Er schloss 2017 mit dem selbst entwickelten Diplomstück Drei Mal Heimat oder der Platz an der Sonne gehört uns ab. Seit 2017 arbeitet er als freiberuflicher Schauspieler und Sprecher in Köln.

## Filmografie
- 1999: Aimée & Jaguar
- 1999: Jenseits
- 2000: Das Amt – Fröhliche Weihnachten (Fernsehserie, Episodenrolle)
- 2000: Tatort – Kindstod
- 2001: Sprudel wird Torwart (Kurzfilm)
- 2002–2003: Zwei Profis
- 2002: Ein Leben lang kurze Hosen tragen
- 2003: Traumtänzer (Kurzfilm)
- 2003: SK Kölsch – Das Schweigen der Männer (Fernsehserie, Episodenrolle)
- 2004: Sex und Mehr
- 2005: Trauma (Kurzfilm)
- 2006: Tell
- 2006: SOKO Leipzig – Mein Freund
- 2006: Ein Fall für zwei – Ewige Freundschaft
- 2007: Ihr Auftrag, Pater Castell – Der letzte Heide (Fernsehserie, Episodenrolle)
- 2007: Code 21 – Super Skyline (Episodenfilm)
- 2007: SOKO Köln – Die stumme Zeugin (Fernsehserie, Episodenrolle)
- 2008: Stolberg – Gespenster (Fernsehserie, Episodenrolle)
- 2008: 112 – Sie retten dein Leben (Fernsehserie, Episodenrolle)
- 2010: Autonom (Kurzfilm)
- 2010–2011: Lena – Liebe meines Lebens (Fernsehserie)
- 2012: Wilsberg: Halbstark (Fernsehserie)
- 2012: Der Lehrer
- 2012: Heldt
- 2013: Der Erste Weltkrieg. Die Suche nach den verlorenen Söhnen – Heinrich Kortüm
- 2015: Der Frankfurter Garten (Ein Film der Dramatischen Handlung Berlin und der HfMDK)
- 2016: Hinter der Front (Kurzfilm)
- 2017: Blockbustaz – Geißbock (Fernsehserie, Episodenrolle)
- 2017: Mouche. (Kurzfilm)
- 2019: Testreihe (Kurzfilm)
- 2019: Styx & Co (AT)
- 2020: Die Story des Jahres (Kurzfilm)
- 2021: Alles was zählt (Fernsehserie, Episodenrolle)
- 2021: Die Bürgermeisterin
- 2022: Rheingold
- 2023: Hinterhof (Kurzfilm)
- 2023: Hammerharte Jungs
- 2023: Münter & Kandinsky

## Theater
- 2009: Peanuts – Theatergruppe Köln
- 2014: Gefährliche Liebschaften – Schauspiel Frankfurt
- 2015: Tschick – Burgfestspiele Bad Vilbel
- 2015: Bakchen – Hochschule für Musik und Darstellende Kunst Frankfurt am Main
- 2016: No Love No Fear: Szenischer Liederabend – Staatstheater Mainz / Staatstheater Darmstadt
- 2016: Shoot / Katzelmacher / Repeat – Schauspiel Frankfurt
- 2016: Fegefeuer in Ingolstadt – Stadttheater Gießen
- 2017: Drei Mal Heimat: Oder der Platz an der Sonne gehört uns – Landungsbrücken Frankfurt
- 2017: Amphitryon – Frankfurt LAB
- 2018: Pippi Langstrumpf – Burgfestspiele Bad Vilbel
- 2018: Außer Kontrolle – Burgfestspiele Bad Vilbel
- 2018: Charleys Tante – Contra-Kreis-Theater
- 2019: Don Karlos – Landesbühne Rheinland-Pfalz